# Affaire Amine Bentounsi
L'affaire Amine Bentounsi est une affaire criminelle française concernant la mort d'un homme de 29 ans, le 22 avril 2012, à Paris 15e, abattu d'une balle dans le dos par le policier Damien Saboundjian au terme d'une course-poursuite à pied dans les rues de Noisy-Le-Sec. Les faits s'étant déroulés la veille du premier tour de l'élection présidentielle de 2012, l'affaire est très politisée. La légitime défense est finalement écartée, et Damien Saboundjian est condamné à 5 ans de prison avec sursis en appel le 10 mars 2017, sans interdiction d'exercer le métier de policier ; trois ans plus tard, il devient délégué syndical.

## Biographie de la victime
Amine Bentounsi est né le 5 septembre 1982 à Meaux,,. Sa famille habite la cité de la Pierre-Collinet dans le sud de la ville. Ses parents, immigrés marocains, font le ménage pour nourrir la fratrie de six enfants. À l'âge de 11 ans, il est placé en foyer d'accueil. À l'adolescence il enchaîne les bagarres et les petit délits. À 13 ans, il devient le plus jeune incarcéré de France, à Fleury-Mérogis, après sa condamnation à cinq mois de prison pour vols avec violence. Michel Konitz, son avocat de l'époque, décrit cet univers carcéral : « Le centre pour jeunes détenus, c'est juste l'enfer ». Selon sa sœur Amal, Amine a été « cassé » par la prison.
En septembre 1999, Amine Bentounsi et un autre jeune de la cité de la Pierre-Collinet sont arrêtés pour avoir incendié des voitures lors d'une nuit d'émeutes à Meaux. En garde à vue, ils accusent sur PV l'Office public d'aménagement et de construction (OPAC) de la ville de les avoir soudoyés, affirmant qu'un agent de médiation leur aurait promis « 1 500 francs par véhicule brûlé » en provenance de la poche d'un élu municipal. En août 2000, Amine Bentounsi et son complice reviennent sur leurs accusations, déclarant qu'elles sont le fruit d'un chantage auquel aurait participé un responsable de la police judiciaire et Nelly Delbosc, la commissaire de Meaux. Les deux seront acquittés, mais le maire Jean-François Copé (embarrassé par les accusations initiales) finira par obtenir la mutation de la seconde en juin 2001,.
Amine Bentounsi multiplie ensuite les « braquages improvisés ». Le 12 octobre 2004, il est jugé à Melun pour le braquage de la poste de Meaux, à 200 m de chez lui. En 2009, il est condamné à huit ans de prison pour le hold-up du Champion de Saint-Pathus. Il s'échappe en juin 2010 de la prison de Châteaudun (Eure-et-Loir), à l'occasion d'une permission de sortie. À 29 ans, il avait été condamné onze fois, dont trois fois devant les assises.
En prison, il obtient un CAP Cuisine et trouve un emploi, mais sa demande de liberté conditionnelle pour pouvoir l'exercer est refusée. Pendant sa cavale, il travaille sur les marchés et a pour projet d'ouvrir un restaurant.
Il est enterré le 2 mai 2012 à Meaux, laissant derrière lui une femme et une fille, Jasmine, alors âgée de six ans.

## Faits
Amine Bentounsi était en cavale depuis une permission en juin 2010. Le samedi 21 avril 2012, la veille du premier tour de l'élection présidentielle, la police nationale est alertée vers 20 h 30 du fait qu'un homme « recherché pour des faits de braquage » se trouve devant un bar de Noisy-le-Sec. Des policiers interviennent. Le suspect, Amine Bentounsi, s’enfuit, jette une grenade factice. L'agent Damien Saboundjian (né en 1979 à La Tronche) poursuit Amine Bentounsi en voiture, puis à pied, avant de tirer quatre coups, dont l'un l'atteint et provoque sa mort à 5 h 10 du matin. Le policier invoque la légitime défense, affirmant avoir tiré sur Amine Bentounsi alors qu'il pointait son Llama Martial dans sa direction. L'autopsie pratiquée sur la dépouille d'Amine Bentounsi (révélant qu'il est tombé face contre terre après avoir reçu une balle dans le dos) et la plupart des témoins de la scène viennent cependant contredire cette version des faits.

## Médiatisation
Les faits sont révélés entre les deux tours de la présidentielle de 2012, et l'affaire est très politisée, entrainant marches blanches, manifestations policières, manifestations contre les violences policières, et polémiques sécuritaires,,. La mise en examen du policier provoque la colère de ses collègues, dont plusieurs centaines défilent en armes sur les Champs-Élysées,. Le candidat à la présidentielle Nicolas Sarkozy (UMP) leur promet « une présomption de légitime défense, car dans un État de droit, on ne peut pas mettre sur le même plan un policier dans l'exercice de ses fonctions et le délinquant dans l'exercice de ses fonctions à lui ». François Hollande, lui aussi candidat, condamne les faits mais demande que le salaire des policiers incriminés soit maintenu.
En 2014, Amal Bentounsi, la sœur d'Amine Bentounsi, fondatrice du collectif « Urgence notre police assassine »,,, dénonce les pratiques policières dans une vidéo diffusée sur Internet. Manuel Valls porte plainte pour « diffamation publique envers une administration publique ». Elle est relaxée.

## Suites judiciaires
Le policier maintient pendant cinq ans sa version, « il m’a braqué, j’ai tiré », qu'aucun témoin ne peut corroborer, excepté dans un premier temps son coéquipier, mais celui-ci avoue ensuite avoir menti,. Il est mis en examen pour « homicide volontaire » le 25 avril 2012. En 2014, le tireur est renvoyé devant les assises de Seine-Saint-Denis pour des faits requalifiés de « violences volontaires ayant entraîné la mort sans intention de la donner »,. Selon Le Monde, l'enquête est « caviardée par la trop bonne volonté des syndicats policiers de protéger leur collègue et les pressions exercées sur l’Inspection générale des services (IGS) de la police, avec le soutien du préfet de police du département de l’époque, Christian Lambert, pour accréditer la thèse de la légitime défense ». Le policier, défendu par Me Daniel Merchat, qui a obtenu l'acquittement des deux policiers impliqués dans la mort de Zyed Benna et Bouna Traoré, est acquitté en première instance en janvier 2016,. En appel le 10 mars 2017,, la légitime défense n’est pas retenue. Le policier est reconnu coupable de « violences volontaires ayant entraîné la mort sans intention de la donner » et condamné à cinq ans de prison avec sursis et 5 ans d'interdiction de port d'arme. Il peut continuer d’exercer le métier de policier,,. En mars 2020, il devient délégué syndical Unité SGP Police à Grenoble,.

## Évolution de la législation sur la légitime défense
À l'issue du procès en appel, qui contredit le premier, le secrétaire national Ile-de-France du syndicat policier Alliance, se demande qui peut être désormais certain « des conditions de la légitime défense, en France ».
Début 2017, pendant une campagne présidentielle marquée par les discours sécuritaires, peu après la condamnation de Damien Saboundjian et l’attaque de policiers à Viry-Châtillon, et dans un contexte de très forte hausse du recours aux armes à feu chez les policiers, l'Assemblée se penche sur l'assouplissement des conditions de légitime défense des policiers. Il s'agit notamment de rapprocher les règles d’usage des armes à feu par la police en cas de légitime défense de celles de la gendarmerie. La législation est modifiée dans ce sens par la loi du 28 février 2017 relative à la sécurité publique.